# Атлас Арена
51°45′25″ с. ш. 19°25′30″ в. д.
Атлас Арена (англ. Atlas Arena) — крытая многофункциональная арена в городе Лодзь, Польша. Открыта в 26 июня 2009 года. На постройку было затрачено 80 миллионов евро. Вместимость 13 805.
Atlas Arena является самой большой крытой концертной площадкой Польши. Арена способна принимать соревнования по хоккею, волейболу, гандболу, баскетболу и другим видам спорта.
Общая вместимость трибун — 10049 зрителей, на арене могут быть дополнительно установлены ещё 3756 зрительских мест в зависимости от проводимого мероприятия, тем самым достигается максимальная вместимость 13 805 мест.